# Frankliniella georgiensis
Frankliniella georgiensis är en insektsart som beskrevs av Beshear 1982. Frankliniella georgiensis ingår i släktet Frankliniella och familjen smaltripsar. Inga underarter finns listade i Catalogue of Life.